# Episodi di Law & Order: Criminal Intent (prima stagione)
La prima stagione della serie televisiva Law & Order: Criminal Intent, composta da 22 episodi, è stata trasmessa in prima visione negli USA dal 30 settembre 2001 al 10 maggio 2002 su NBC.
In Italia è stata trasmessa in prima visione dal 7 giugno 2003 al 14 febbraio 2004 su Rete 4, tranne gli episodi La forza della fede che viene trasmesso su Fox Crime nel 2006 e Sindrome di Stoccolma che viene trasmesso il 12 febbraio 2005 insieme all'ultimo episodio della seconda stagione Polvere di morte sempre su Rete 4.
| nº | Titolo originale    | Titolo italiano           | Prima TV USA      | Prima TV Italia  |
| -- | ------------------- | ------------------------- | ----------------- | ---------------- |
| 1  | One                 | Per un pugno di diamanti  | 30 settembre 2001 | 7 giugno 2003    |
| 2  | Art                 | L’arte della truffa       | 7 ottobre 2001    | 7 giugno 2003    |
| 3  | Smothered           | Appuntamento al buio      | 14 ottobre 2001   | 14 giugno 2003   |
| 4  | The Faithful        | La forza della fede       | 17 ottobre 2001   | 2006             |
| 5  | Jones               | Il re di cuori            | 21 ottobre 2001   | 14 giugno 2003   |
| 6  | The Extra Man       | Senza volto               | 28 ottobre 2001   | 21 giugno 2003   |
| 7  | Poison              | L’angelo della morte      | 11 novembre 2001  | 21 giugno 2003   |
| 8  | The Pardoner's Tale | Un caso di coscienza      | 18 novembre 2001  | 28 giugno 2006   |
| 9  | The Good Doctor     | Il chirurgo estetico      | 25 novembre 2001  | 28 giugno 2003   |
| 10 | Enemy Within        | Nemici della mente        | 9 dicembre 2001   | 10 gennaio 2004  |
| 11 | The Third Horseman  | Il terzo cavaliere        | 6 gennaio 2002    | 10 gennaio 2004  |
| 12 | Crazy               | Folle d’amore             | 13 gennaio 2002   | 17 gennaio 2004  |
| 13 | The Insider         | L’infiltrato              | 27 gennaio 2002   | 17 gennaio 2004  |
| 14 | Homo Homini Lupis   | Sindrome di Stoccolma     | 3 marzo 2002      | 12 febbraio 2005 |
| 15 | Semi-Professional   | Plagio                    | 10 marzo 2002     | 24 gennaio 2004  |
| 16 | Phantom             | Nostro padre, un eroe     | 17 marzo 2002     | 24 gennaio 2004  |
| 17 | Seizure             | Furia omicida             | 31 marzo 2002     | 31 gennaio 2004  |
| 18 | Yesterday           | Ieri                      | 14 aprile 2002    | 31 gennaio 2004  |
| 19 | Maledictus          | Figlia della mafia        | 21 aprile 2002    | 7 febbraio 2004  |
| 20 | Badge               | Il sergente di ferro      | 28 aprile 2002    | 7 febbraio 2004  |
| 21 | Faith               | Chi ha visto Erika?       | 28 aprile 2002    | 14 febbraio 2004 |
| 22 | Tuxedo Hill         | Uno sporco gioco di borsa | 10 maggio 2002    | 14 febbraio 2004 |

## Per un pugno di diamanti
- Titolo originale: One
- Diretto da: Jean de Segonzac
- Scritto da: Dick Wolf (soggetto) e René Balcer (sceneggiatura)

### Trama
I detective Goren e Eames indagano su un furto di diamanti avvenuto in una gioielleria, con tre morti tra cui: uno dei tre rapinatori e i due ragazzi, cioè la figlia di una ricca coppia e il suo fidanzato e poco dopo viene trovato il cadavere di un soldato di una nota famiglia mafiosa nel bagagliaio della macchina con addosso alcuni diamanti. Goren e Eames architettano un piano per incastrarli con l'aiuto della fidanzata di uno dei rapinatori.
- Altri interpreti: Dianne Wiest (Nora Lewin), Jake Weber (Karl Atwood).
- Questo episodio è dedicato alle vittime dell'11 settembre 2001.
- L'attrice Dianne Wiest fa una apparizione crossover in questo episodio nel ruolo del procuratore capo ad interim Nora Lewin. La Lewin infatti era entrata nel cast regolare nella serie madre Law & Order - I due volti della giustizia interpretando Nora Lewin, per poi essere sostituita da Fred Dalton Thompson.
- È il secondo episodio pilota del franchising ad essere diretto da Jean de Segonzac, dopo l'episodio pilota della serie Law & Order - Unità vittime speciali Un conto da pagare, dirigerà anche quello di Law & Order - Il verdetto L'abominevole showman.
- La sceneggiatura di questo episodio è stata utilizzata per un episodio di Law & Order Criminal Intent: Parigi.
- L'attore Courtney B. Vance è apparso in precedenza in due episodi della serie madre: nel primo ha interpretato l'assistente del sindaco e nel secondo l'assassino di un broker.

## L'arte della truffa
- Titolo originale: Art
- Diretto da: David Platt
- Scritto da: Elizabeth M. Cosin

### Trama
Goren e Eames indagano sulla morte del curatore di un museo e di un esperto di autenticità d'arte che sembrano di essere il risultato di omicidio-suicidio. Goren rivolge l'attenzione al proprietario di una galleria, ad una coppia di venditori e ad una giovane artista dal passato poco chiaro, il movente sembra essere il falso dipinto di Claude Monet.
- Altri interpreti: Elizabeth Marvel (Sylvia Moon), Tomas Arana (Rudy Langer).
- In questo episodio apprendiamo che il detective Goren conosce il tedesco e che l'ha imparato quando era nell'esercito.
- L'attrice che è appare come guest-star in questo episodio Elizabeth Marvel ritorna nella serie interpretando la moglie di un agente penitenziario di Rikers Island, e fa apparizioni in due episodi della serie madre e altri nel primo spin-off Law & Order - Unità vittime speciali. Diviene nota per aver interpretato il detective Nancy Parras nella serie The District. Invece l'attore Tomas Arana che è apparso in questo episodio, diviene noto per aver preso parte a produzioni cinematografiche tra cui: L'ultima tentazione di Cristo di Martin Scorsese, Io e mia sorella di Carlo Verdone, Caccia a Ottobre Rosso di John McTiernan, Il gladiatore di Ridley Scott e Derailed - Punto d'impatto di Bob Misiorowski e ha partecipato anche alle produzioni italiane.

## Appuntamento al buio
- Titolo originale: Smothered
- Diretto da: Michael Fields
- Scritto da: Marlane Gomard Meyer

### Trama
Goren e Eames indagano sull'omicidio di una donna incinta, una ex tossicodipendente che era riuscita a dare un taglio al suo passato. I sospetti di Goren e Eames si concentrano prima su un giovane rampollo di una ricca famiglia, poi sull'amica della vittima, poi sul padre e sulla madre del sospettato, ma è proprio quest'ultima ad essere la principale indiziata.
- Altri interpreti: Kathleen Chaflant (Priscilla Van Acker), Geoffrey Nauffts (Dale Van Acker), Will Lyman (Roger Jameson), Susan Misner (Becky Stark), James Hanlon (Larry Falls), Funda Duval (Lois Rommey).
- Questo episodio è ispirato al caso di Patricia Margello, uccisa nel 1998 per strangolamento. I quattro responsabili dell'omicidio sono stati condannati con pene diverse.

## La forza della fede
- Titolo originale: The Faithful
- Diretto da: Constantine Makris
- Scritto da: Stephanie Sengupta

### Trama
Goren e Eames indagano sull'omicidio di un sacrestano cattolico, i loro sospetti si concentrano su un giovane ladro e tossicodipendente che lavorava per la chiesa, ma, quando quest'ultimo viene però rinvenuto cadavere all'interno della sua abitazione, i conti della chiesa presentano diverse incongruenze e soprattutto i sospetti cadono subito sul parroco della chiesa.
- Altri interpreti: Michael O'Keefe (Michael McShale), Alex Feldman (Kevin Donovan), Stephen McKinley Henderson (Abernathy).
- Questo episodio segna la prima apparizione della serie per Leslie Hendrix nel ruolo di Elizabeth Rodgers, ruolo che interpreta anche nella serie madre e nel primo spin-off Law & Order - Unità vittime speciali.
- L'attore Roy Thinnes aveva interpretato il procuratore capo Alfred Wentworth nell'episodio della serie madre Un episodio di corruzione, per poi essere sostituito da Steven Hill nel ruolo del suo successore Adam Schiff.
- L'attore Peter McRobbie è conosciuto come il giudice Walter Bradley nel franchising.

## Il re di cuori
- Titolo originale: Jones
- Diretto da: Frank Prinzi
- Scritto da: Geoffrey Neigher (soggetto e sceneggiatura), René Balcer (soggetto)

### Trama
Goren e Eames indagano sull'omicidio di una prostituta, affogata nella sua vasca da bagno, ma dopo una serie di omicidi i loro sospetti cadono su un avvocato. Goren e Eames capiscono che dietro a questi omicidi ci sia proprio quest'ultimo e le vittime erano le sue amanti. Così chiedono aiuto alla moglie dell'avvocato ad incastrarlo.
- Altri interpreti: Griffin Dunne (Henry Talbott).

## Senza volto
- Titolo originale: The Extra Man
- Diretto da: Jean de Segonzac
- Scritto da: Marlane Gomard Meyer

### Trama
Goren e Eames indagano sull'omicidio di un uomo d'affari europeo avvenuto nella sua camera d'albergo, i detective scoprono che le persone raggirate dalla vittima abbiano pagato un killer per farla pagare dal re della truffa.
- Altri interpreti: Eric Thal (Didier Foucault/Denis Dupont), Terry Serpico (Leslie Roche).
- Questo episodio è ispirato al caso di Christophe Rocancount, un uomo francese che ha commesso diverse truffe.

## L'angelo della morte
- Titolo originale: Poison
- Diretto da: Gloria Muzio
- Scritto da: Stephanie Sengupta

### Trama
Goren e Eames indagano su una serie di morti sospette avvenute in ospedale, ma sembra che qualcuno abbia sostituito gli antidolorifici con del cianuro scambiandole con delle confezioni in vendita negli scaffali di alcuni supermercati. I sospetti di Goren e Eames si concentrano sulla moglie di una delle vittime, che potrebbe aver architettato lo scopo di ottenere un lauto risarcimento per aprire un negozio di giocattoli per bambini.
- Altri interpreti: Jerry Orbach (Lennie Briscoe), Jesse L. Martin (Ed Green), J. Smith Cameron (Trudy Pomeranski), Susan Bruce (Colleen Braxton).
- Il titolo originale dell'episodio Poison, che in italiano significa Veleno si riferisce al metodo usato dal serial killer di questo episodio per raggiungere i suoi obiettivi. Questo titolo originale viene utilizzato anche nell'episodio della quinta stagione di Law & Order - Unità vittime speciali chiamato Veleno.
- L'indirizzo della busta inviata al New York Ledger è 208 South Street, nel CAP 10001. Tuttavia l'indirizzo reale era nel CAP 10002, invece NY 10001 è insistente.
- Gli attori della serie madre Jerry Orbach e Jesse L. Martin, rispettivamente Lennie Briscoe e Ed Green appaiono per la prima e unica volta in questo spin-off.
- Questo episodio è ispirato a quattro casi che riguarda L'angelo della morte: il primo è sugli omicidi del Chicago Tylenor, avvenuti nel 1982 con 7 omicidi, invece il secondo è su Stella Nickell che uccise suo marito e un'altra persona con le capsule di Excedrin, e per questo viene condannata a 90 anni di reclusione, invece il terzo caso è su Richard Angelo, che causò 8 vittime e condannato a 50 anni di reclusione e l'ultimo caso è su Donald Harwey che uccise 87 persone e si dichiarò colpevole di tutti gli omicidi e condannato all'ergastolo.

## Un caso di coscienza
- Titolo originale: The Pardoner's Tale
- Diretto da: Steve Shill
- Scritto da: Theresa Rebeck

### Trama
Goren e Eames indagano sull'omicidio di un reporter e della sua ragazza avvenuto in strada da parte di un killer, sospettano un intreccio oscuro tra politica e corruzione, nel quale sembra essere coinvolto anche il Governatore di New York. Però quest'ultimo confessa di aver accettato del denaro da un truffatore, nel frattempo è latitante in Sud America per implorargli di concederne la grazia.
- Altri interpreti: Kate Burton (Stephanie Uffland), Joseph Siravo (Joe Nawrocki), Mark Zimmerman (Richard Uffland).
- L'attore John Heard è apparso anche negli altri episodi del franchising, così come Kate Burton e Mark Zimmerman.
- Questo episodio è ispirato al romanzo Il racconto dell'indulgenziere.

## Il chirurgo estetico
- Titolo originale: The Good Doctor
- Diretto da: Constantine Makris
- Scritto da: Geoffrey Neigher

### Trama
Goren ed Eames indagano sulla scomparsa della moglie di un noto chirurgo estetico; il marito ne aveva denunciato la scomparsa, ma i sospetti cadono proprio su di lui perché si scopre che ha un'amante. Carver decide di processarlo per omicidio, anche se il corpo non è stato ritrovato.
- Altri interpreti: Robert Knepper (Peter Kelmer).
- Questo episodio è ispirato a due casi realmente accaduti: il primo è su Robert Bierenbaum, un chirurgo che nel 1985 uccise sua moglie e nel 2000 è stato condannato a 20 anni di reclusione. Il secondo è sulla scomparsa di Helle Crafts, sparita nel 1986 e il cui corpo non è mai stato ritrovato, suo marito Richard Crafts è stato condannato a 50 anni di reclusione.

## Nemici della mente
- Titolo originale: Enemy Within
- Diretto da: John David Coles
- Scritto da: David Black

### Trama
Goren e Eames indagano sull'omicidio di un vecchio banchiere, avvenuto nella sua suite del hotel, soffocato da una tubatura di gas. I sospetti di Goren e Eames si concentrano prima sul figlio, poi sulla moglie, a causa del suo testamento. Goren e Eames scoprono che il figlio della vittima è omosessuale, e così i sospetti cadono sull'infermiere che si prendeva cura della vittima, la cui responsabilità emerge un duro confronto.
- Altri interpreti: Lothaire Bluteau (Rick Zainer), Laila Robins (Kit Sternman), David Aaron Baker (Edward Sternman), George Martin (Harry Sternman).
- Il titolo dell'episodio si riferisce alla paranoia della vittima dell'episodio, che ha cercato di proteggersi dai nemici al di fuori dal hotel. Ironia della sorte, tutti coloro che hanno avuto a che fare nella sua morte hanno vissuto o lavorato all'interno del hotel oppure se la vittima non avesse preso le precauzioni estreme che aveva, sarebbe sopravvissuto ed era il suo stesso nemico.

## Il terzo cavaliere
- Titolo originale: The Third Horseman
- Diretto da: Constantine Makris
- Scritto da: René Balcer

### Trama
Goren e Eames indagano sull'omicidio di un medico esperto sul dibattito sull'aborto avvenuto nel suo appartamento da parte un cecchino. I detective sospettano di un sito web anti-abortista dove figurava il nome della vittima e quello degli altri medici. I sospetti si concentrano su un uomo la cui compagna qualche anno prima aveva interrotto la sua gravidanza, infatti credono anche che l'uomo voglia vendicarsi degli altri medici responsabili dell'aborto della donna.
- Altri interpreti: Robert Stanton (Dennis Griscom), Michael Countryman (Leo Cavella).
- Questo episodio è ispirato all'omicidio di Barnett Slepian, medico ucciso nel 1998 da James Charles Kopp, che viene condannato a 25 anni di reclusione per omicidio di secondo grado.
- Il titolo originale dell'episodio The Third Horseman si riferisce al Terzo Cavaliere dell'Apocalisse. Il terzo cavaliere che cavalca il cavallo nero si chiama Carestia. Il colore nero del terzo cavallo potrebbe essere un simbolo della morte.
- Questo episodio ha ricevuto un Maggie Award da Planned Parenthood.

## Folle d'amore
- Titolo originale: Crazy
- Diretto da: Steve Shill
- Scritto da: René Balcer

### Trama
Goren e Eames indagano sull'omicidio di un cardiochirurgo, avvenuto al Bar Mitzvah del figlio maggiore. I detective credono che sua moglie è convinta che la vittima aveva abusato della figlia di quattro anni, ma emergono che ad uccidere il medico è stato un poliziotto della Narcotici, che confessa di essere stato incaricato da uno psichiatra dell'ufficio del procuratore distrettuale.
- Altri interpreti: Michael Gross (Charles Webb), Stephanie Seymour (Sara Lindstrom), Jenna Stern (Julie Lindstrom), David Lansbury (Michael Stovic), J.K. Simmons (Emil Skoda), Danny Maseng (Larry Feldman).
- Questa è l'unica apparizione della serie per J.K. Simmons, nel ruolo del dottor Emil Skoda, ruolo che interpreta anche nella serie madre.
- Il titolo originale dell'episodio si riferisce alla follia che il principale sospetto dell'episodio ha tentato di usare. Il termine si riferisce anche alla canzone Crazy, rivelando che l'amore era il motivo principale del sospetto per l'assunzione del sicario.
- Goren, mentre parla di un caso di abusi sui minori, si riferisce all'unità vittime speciali.
- Bar Mitzvah è la venuta dell'età di un ragazzo ebreo mentre un Bat Mitzvah è la maggiore età di una ragazza ebrea.

## L'infiltrato
- Titolo originale: The Insider
- Diretto da: Jan Egleson
- Scritto da: Elizabeth M. Cosin

### Trama
Goren e Eames indagano sull'omicidio del padre di una giovane che è al centro di una serie di articoli scandalistici, avvenuto il giorno dopo la lite tra padre e figlia dovuta ad uno scoop sul giornale, che ha rivelato i nuovi segreti sulla sua vita sessuale. I sospetti si concentrano non solo sulla figlia, ma anche sulla discoteca frequentata dalla ragazza e gestita da un uomo sul quale la vittima stava indagando, ma il gestore del locale non è che altro che un agente dell'FBI che sta indagando sull'organizzazione mafiosa coinvolta nel giro della droga.
- Altri interpreti: Adam Trese (John Hampton), Aleksa Palladino (Lilly Carlyle), Jeff Hayenga (Wharthon Carlyle).
- In questo episodio apprendiamo che Goren ha trascorso 4 anni di servizio alla Narcotici effettuando 27 arresti per droga.

## Sindrome di Stoccolma
- Titolo originale: Homo Homini Lupis
- Diretto da: David Platt
- Scritto da: René Balcer

### Trama
Una donna denuncia a Goren e Eames la scomparsa della famiglia del figlio, cioè moglie e due figlie, in realtà rapite da uno strozzino con cui l'uomo, un noto imprenditore si era indebitato. Quando gli ostaggi vengono rilasciati, Goren e Eames scoprono che la figlia maggiore dell'imprenditore è stata stuprata, infatti Goren e Eames, senza l'aiuto dell'Unità Vittime Speciali scovano il responsabile di questi crimini che stava tramandando ai danni di un'altra famiglia indebitata.
- Altri interpreti: James Colby (Lucas Colter), Ritchie Coster (Simon Matic), Jordan Charney (Melvin Colter), Marianne Hagan (Susan Colter), Stephi Lineburg (Maggie Colter).
- Presumibilmente il titolo originale dell'episodio Homo Homini Lupis è una citazione erronea del titolo Homo Homini Lupis Est di Thomas Hobbes, in italiano significa l'uomo per gli uomini è un compagno uomo.
- Il titolo originale dell'episodio La Sindrome di Stoccolma è un riferimento alle vittime di rapimento e stupro chiamato proprio come l'episodio.

## Plagio
- Titolo originale: Semi-Professional
- Diretto da: Gloria Muzio
- Scritto da: Stephanie Sengupta (soggetto e sceneggiatura), René Balcer (soggetto)

### Trama
Goren e Eames indagano sull'omicidio di un cancelliere del tribunale, avvenuta nella casa del suo amante, un giudice candidato alla Corte d'Appello, i sospetti si concentrano non solo al giudice ma anche ad un suo collega e rivale di quel posto e per di più anche un autore di romanzi gialli di poco conto, che avrebbe pagato un killer per uccidere la donna e un uomo per screditare il rivale.
- Altri interpreti: Michael Murphy (Peter Blackmore), George DiCenzo (Raoul Sabatelli), Jacqueline Murphy (Emily Trudeau).

## Nostro padre, un eroe
- Titolo originale: Phantom
- Diretto da: Juan José Campanella
- Scritto da: Marlane Gomard Meyer (soggetto e sceneggiatura), René Balcer (soggetto)

### Trama
Goren e Eames indagano sull'omicidio di un rapinatore di banche, avvenuto due giorni dopo essere stato rilasciato sulla parola da Sing Sing. Però i loro sospetti si concentrano sull'economista alle Nazioni Unite che, dopo aver fatto le dovute verifiche, scoprono che al presunto posto di lavoro nessuno lo conosce. Infatti l'uomo, accortosi di essere sospettato dell'omicidio si barrica in una camera di motel con i figli, che lo considerano un eroe, e si è armato con il fucile. Goren cerca di convincerlo a non commettere un omicidio-suicidio.
- Altri interpreti: Michael Emerson (Gerry Rankin), Brooke Smith (Tessa Rankin), Andrew Fscella (Frank Caspari), Joseph Ragno (Benny Franconi), Cara Buono (Charlotte Fielding).
- Questo episodio è ispirato al caso di Jean-Claude Romand, che nel 1993 massacrò la sua famiglia, poi confessò i delitti e venne condannato all'ergastolo.

## Furia omicida
- Titolo originale: Seizure
- Diretto da: Michael Fields
- Scritto da: Hall Powell (soggetto e sceneggiatura), René Balcer (soggetto)

### Trama
Goren e Eames indagano sull'omicidio di una donna bisessuale avvenuto in una camera d'albergo e credono che un serial killer sia tornato in azione. Le indagini portano ad un medico e alla sua assistente: entrambi lavorano in un laboratorio scientifico che sta portando avanti una ricerca su una lesione cerebrale che potrebbe giustificare le azioni commesse dal serial killer, anche se ad uccidere la bisessuale è stata l'assistente del medico con la complicità di quest'ultimo.
- Altri interpreti: Jenny Bacon (Cathleen Dwyer), James Naughton (Roger Buckman), Adrianna Sevan (Rosa Dern).
- In questo episodio apprendiamo che Goren ha un familiare affetto da schizofrenia.

## Ieri
- Titolo originale: Yesterday
- Diretto da: Jean de Segonzac
- Scritto da: Theresa Rebeck (soggetto e sceneggiatura), René Balcer (soggetto)

### Trama
Goren e Eames indagano sul cadavere trovato nelle vicinanze dell'East River, cioè nei pressi del Bronx. I detective scoprono che la vittima in questione era una liceale e sospettano di un uomo, che tentò di abusare una donna allo stesso modo in cui è stata uccisa la vittima. Ma l'uomo viene ucciso da un suo amico simulando un suicidio.
- Altri interpreti: Johanna Day (Anne Lippman), Mikey Holland (Alex Morrissey), Jim True-Frost (Jay Lippman).
- In questo episodio Carver e Eames fanno riferimento agli assassini Nathan Leopold e Richard Loeb. L'episodio di Law & Order - Unità vittime speciali Barbarie è ispirato a quel caso.

## Figlia della mafia
- Titolo originale: Maledictus
- Diretto da: Frank Prinzi
- Scritto da: Stephanie Sengupta (soggetto e sceneggiatura) e René Balcer (soggetto)

### Trama
Goren e Eames indagano sull'omicidio di una scrittrice russa, dovuta per decapitazione. I detective scoprono che la vittima era figlia di un boss mafioso russo, portandoli verso in quel ambiente e poi scoprono che la vittima stava scrivendo un nuovo libro sul suo passato, in cui si raccontava l'omicidio di una madre per mano del figlio, ora è un personaggio molto discusso.
- Altri interpreti: David Thornton (Kenny Strick), Alla Kliouka (Ilana Yushka).
- Questo episodio è ispirato al caso di Robert Durst, un uomo accusato dell'omicidio della sua amica Susan Berman. Anche l'episodio della serie madre Omicidio senza cadavere è ispirato a quel caso.

## Il sergente di ferro
- Titolo originale: Badge
- Diretto da: Constantine Makris
- Scritto da: Marlane Gomard Meyer (soggetto e sceneggiatura), René Balcer (soggetto)

### Trama
Goren e Eames indagano sull'omicidio di un contabile, ucciso insieme alla sua famiglia. L'uomo aveva preso di mira alcuni ex poliziotti che percepivano una doppia retribuzione. Le indagini di Goren e Eames portano a sospettare una guardia scolastica ed ex poliziotta, in cui sarebbe anche la responsabile dell'omicidio di uno spacciatore e della sua fidanzata e avrebbe corrotto un funzionario della quiete pubblica.
- Altri interpreti: Viola Davis (Terry Randolph), S. Epatha Merkerson (Anita Van Buren), Jack Koenig (Ron Sherwood).
- L'attrice S. Epatha Merkerson appare in questo episodio come ospite speciale, interpretando lo stesso ruolo della serie madre.
- Quando Eames sta esaminando i file degli agenti di polizia che potrebbero adattarsi al profilo psicologico dell'assassino, il nome James B. Sheridan è in uno dei file. Jamey B. Sheridan è l'attore che interpreta il capitano James Jimmy Deakins.

## Chi ha visto Erika?
- Titolo originale: Faith
- Diretto da: Edwin Sherin
- Scritto da: Theresa Rebeck (soggetto e sceneggiatura), René Balcer (soggetto)

### Trama
Goren e Eames indagano sull'omicidio di un noto editore, le cui indagini partono su una ragazza affetta da SLA, che però si è resa conto che alcune persone l'hanno truffata. Goren crede che la ragazza sia vittima di una truffa messa in atto dalla madre adottiva e dal suo compagno. Con tutta probabilità, la vittima aveva scoperto l'inganno e voleva denunciare tutto alla polizia.
- Altri interpreti: Mia Dillon (Barb Windermere), Remak Ramsay (Doug Lafferty), Polly Draper (Christine Wilkes).
- Questo episodio è ispirato ad una bufala su Kaycee Nicole, interpretata da una donna di nome Debbie Swanson avvenuta tra il 1999 e il 2001.

## Uno sporco gioco di borsa
- Titolo originale: Tuxedo Hill
- Diretto da: Steve Shill
- Scritto da: René Balcer

### Trama
Goren ed Eames indagano su una donna priva di memoria, e scoprono che lavora presso una multinazionale e aveva scoperto alcune operazioni poco pulite alla base della nuova finanziaria del suo capo, che le chiedeva il silenzio in cambio dell'aiuto per la sua situazione legale. Goren ed Eames scoprono che la donna era stata incastrata per l'omicidio del compagno al solo scopo di ottenere la sua collaborazione.
- Altri interpreti: Bruce Altman (Jack Crowley), Cindy Katz (Elizabeth Dawson).
- Questo episodio è ispirato ad uno scandalo della Enron Corporation.